# Ключ 57
| 弓                     | 弓           | 弓           |
| ---------------------- | ------------ | ------------ |
| 56                     | 57           | 58           |
| Піньінь:               | gōng         | gōng         |
| Чжуїнь:                | ㄍㄨㄥ       | ㄍㄨㄥ       |
| Вейд-Джайлз:           | kung1        | kung1        |
| Ютпхін:                | gung1        | gung1        |
| Он:                    |              |              |
| Кун:                   |              |              |
| Кандзі:                | 弓偏 yumihen | 弓偏 yumihen |
| Хун:                   | 활 hwal      | 활 hwal      |
| Им:                    | 궁 gung      | 궁 gung      |
| Індекс у Вікісловнику: | 弓           | 弓           |

Ключ 57 — ієрогліфічний ключ, що означає лук і є одним із 31 (загалом існує 214) ключа Кансі, що складаються з трьох рисок.
У Словнику Кансі 165 символів із 40 030 використовують цей ключ.

## Символи, що використовують ключ 57

Як писати ієрогліф.

| без додаткових | 弓                         |
| 1 додаткова    | 弔 引 弖                   |
| 2 додаткові    | 弗 弘                      |
| 3 додаткові    | 弙 弚 弛 弜                |
| 4 додаткові    | 弝 弞 弟 张                |
| 5 додаткових   | 弡 弢 弣 弤 弥 弦 弨 弩 弪 |
| 6 додаткових   | 弧 弫 弬 弭 弮 弯          |
| 7 додаткових   | 弰 弱 弲 弳                |
| 8 додаткових   | 弴 張 弶 強 弸 弹          |
| 9 додаткових   | 强 弻 弼 弽 弾             |
| 10 додаткових  | 弿 彀 彁 彂                |
| 11 додаткових  | 彃 彄 彅                   |
| 12 додаткових  | 彆 彇 彈 彉                |
| 13 додаткових  | 彊 彋                      |
| 14 додаткових  | 彌                         |
| 15 додаткових  | 彍                         |
| 19 додаткових  | 彎                         |
| 20 додаткових  | 彏                         |